# Orlando di Lasso
Orlando di Lasso (även känd som Orlande de Lassus, Orlandus Lassus, Roland de Lassus eller Roland Delattre), född 1532 i Mons, död 14 juni 1594 i München, var en nederländsk kompositör, verksam under renässansen i den nederländska skolan.

## Biografi
Under barndomen sjöng Orlando i Nicolauskyrkans gosskör i Mons. Vid tolv års ålder reste han med Ferdinands av Gonzaga kapell till Sicilien, där han gjorde sin första bekantskap med italiensk musik. Vidare resor följde till Milano och Rom. Han förde ett ovanligt kringflackande liv för sin tid och hann även besöka Frankrike och England innan han slog sig ner i Antwerpen. I Rom var han kapellmästare vid Laterankyrkan åren 1553–1554. Redan vid den här tiden hade Lasso blivit internationellt känd, och 1555 trycktes några av hans motetter för första gången. 1556 kallades Lasso till hovet i München av Albert V. Lasso gjorde intryck på fursten och han avancerade från tenorsångare till ledare för hovkapellet, som var ett av de förnämsta i Europa med omkring 90 sångare och instrumentalister. Han stannade vid tjänsten fram till sin död 1594, men det hindrade honom inte från att företa talrika resor till bland annat Wien, Paris och Italien. Många av Lassos verk hade gått till trycket under hans livstid. Inte desto mindre gjorde hans två söner Rudolf och Ferdinand en stor insats för att bevara hans verk för eftervärlden genom att 1604 ge ut en samlingsvolym med 516 motetter, Magnus Opus musicum.

## Eftermäle
Asteroiden 11585 Orlandelassus är uppkallad efter honom.

## Verk
Lasso komponerade både profan och kyrklig musik, dock med tyngdpunkt på den förra. Han var extremt produktiv och skrev omkring 2 000 verk under sin livstid, däribland cirka 650 motetter och 50 mässor. Han skrev även ett stort antal magnificat, chansoner och madrigaler. I sina verk sammanfogar han flera olika stilriktningar; grunden är den nederländska polyfonin men den blandas upp med influenser från den venetianska körsången och den italienska madrigalen. Hans yppersta kompositioner anses allmänt vara motetterna, där han bland annat visar prov på sin mästerliga hantering av körstämmor – upp till tolv olika i somliga motetter.

## Några verk
- Miss Qual donna
- To All Things a Season by The King's Singers
- Matona mia cara
- Penitential Psalms
- Lagrime di San Pierto